# Svärmors kudde
Svärmorskudde (Echinocactus grusonii) är en suckulent växt inom släktet Echinocactus och familjen kaktusväxter. 

## Beskrivning
Mest känd inom detta släkte är Svärmorskudden. Den kan bli 1,3 meter hög och nästan lika tjock. Åsarnas ryggar, 20–30 stycken, är täckta med areoler som härbärgerar stora mängder taggar. De yttre gulvita taggarna i varje areol kan vara upp till tio stycken och vara tre centimeter långa. De inre taggarna kan till en början vara rödaktiga, tre till fem stycken och fem centimeter långa. 
Namnet grusonii fick denna Echinocactus för att hedra den tyske industrimagnaten Hermann Gruson, 1821 - 1895. Han hade ett stort intresse för botanik och gav ekonomiskt stöd till själva vetenskapen. Han hade en stor kaktussamling i Magdeburg.

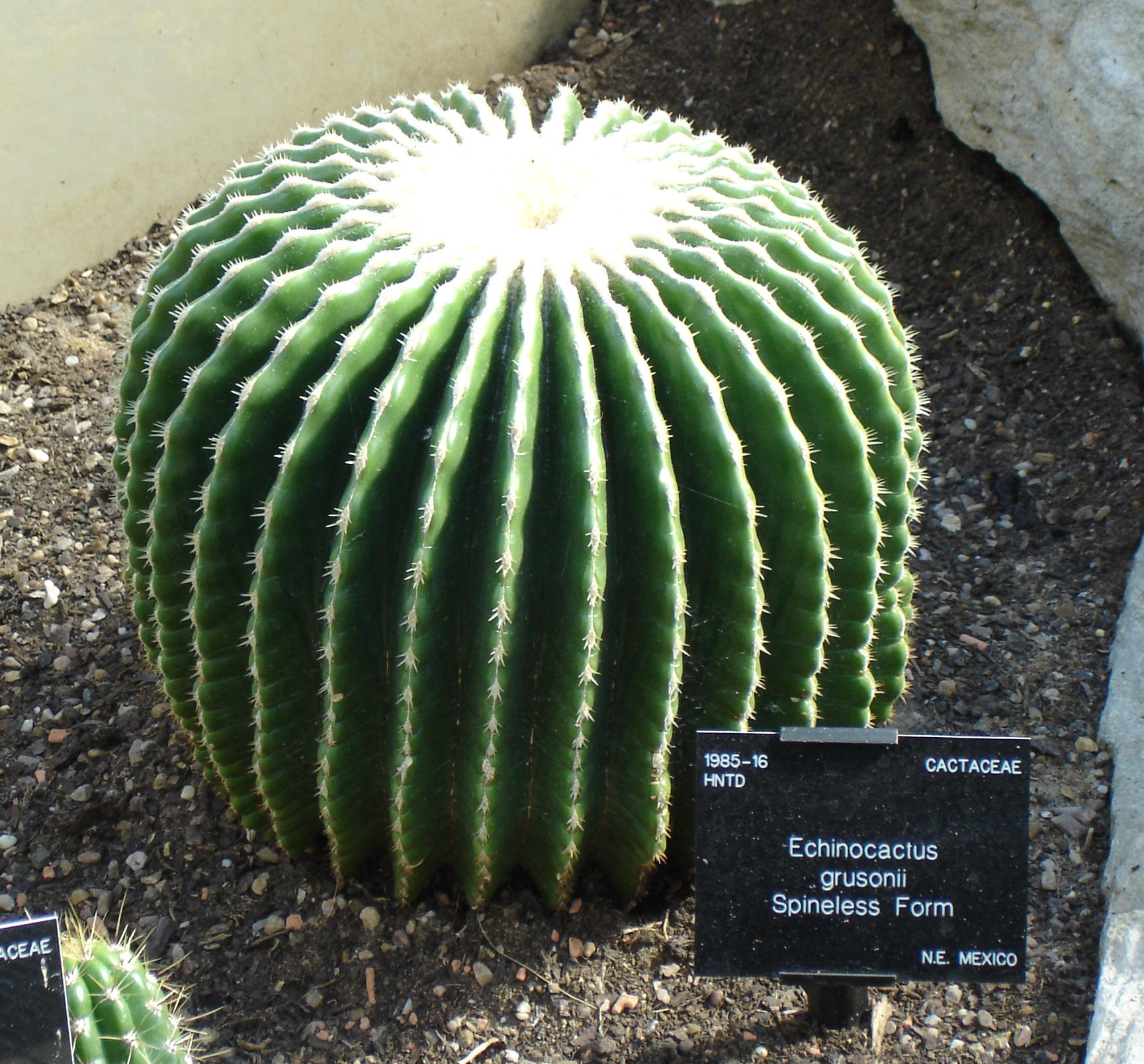
En variant med mycket korta taggar Echinocactus grusonii 'Brevispinus'
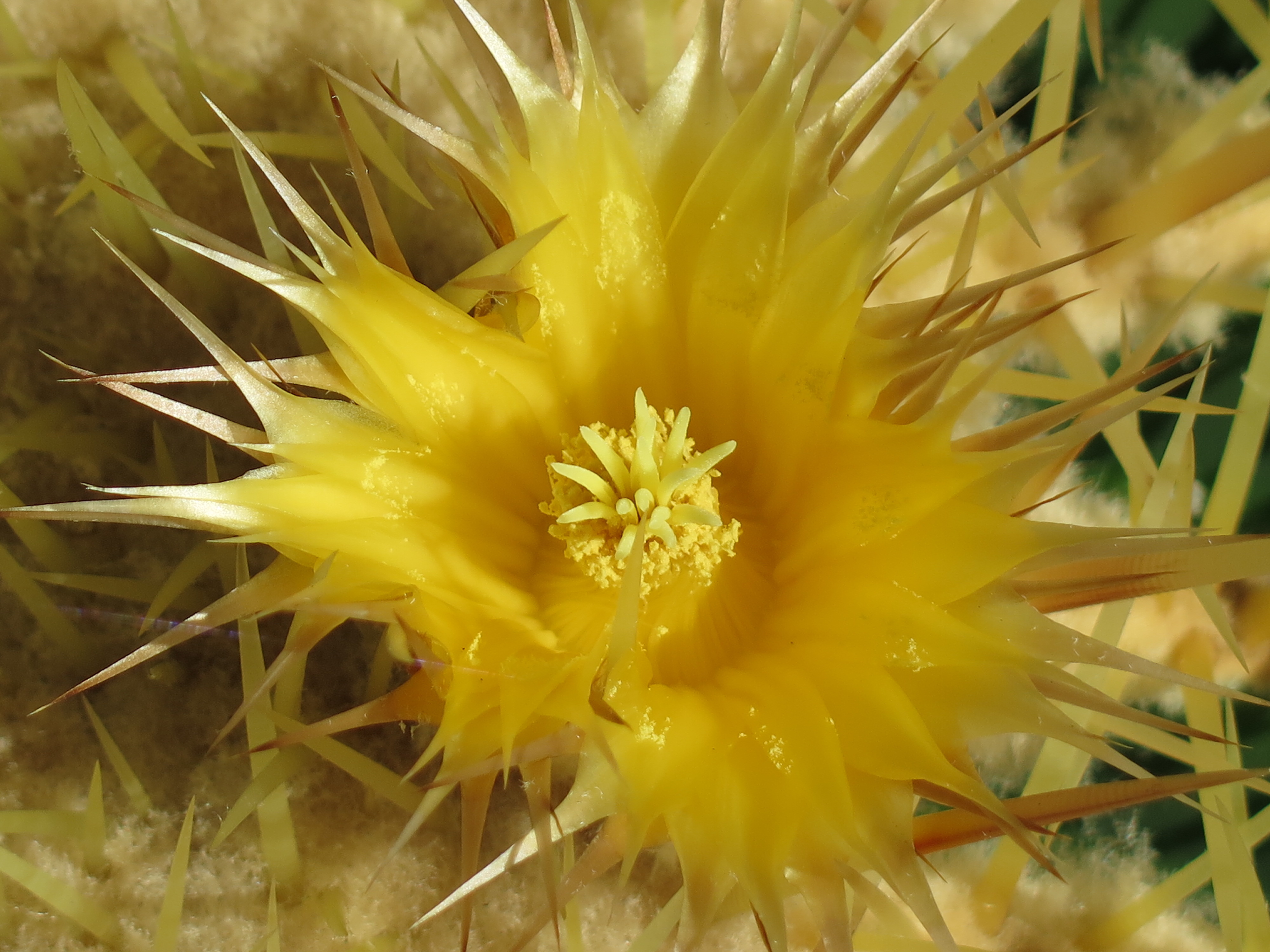
Blomma
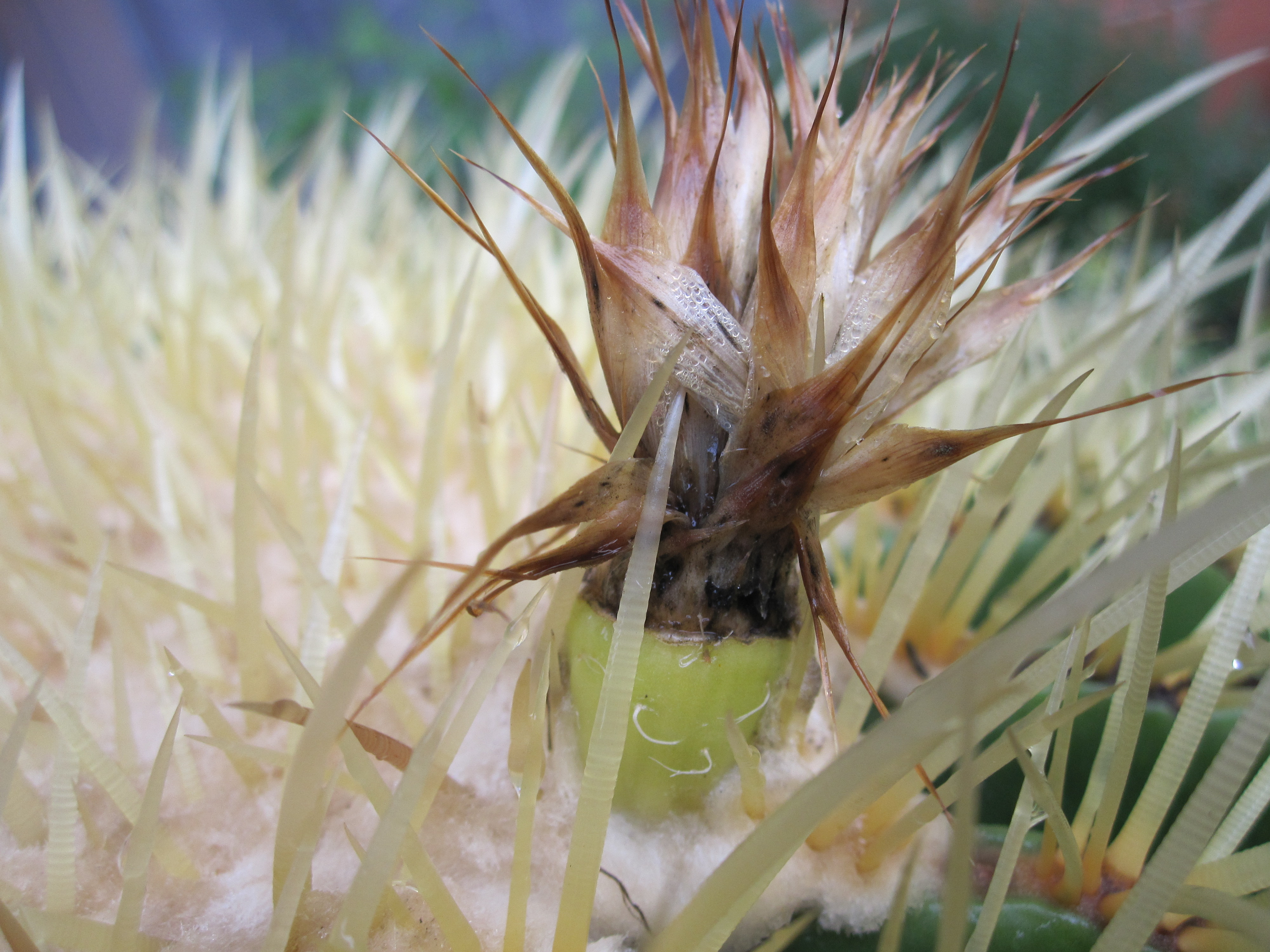
Frukt
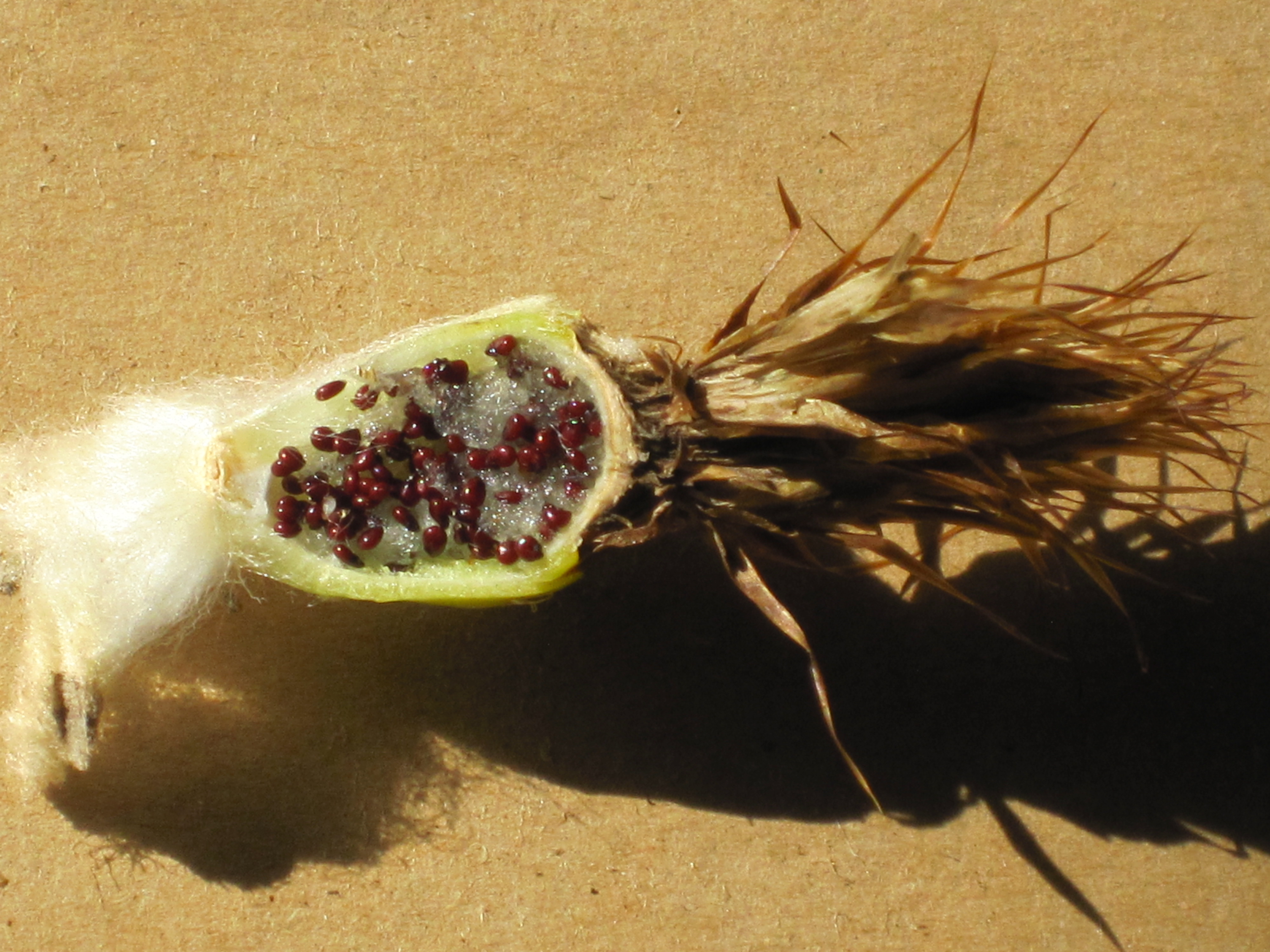
Frön
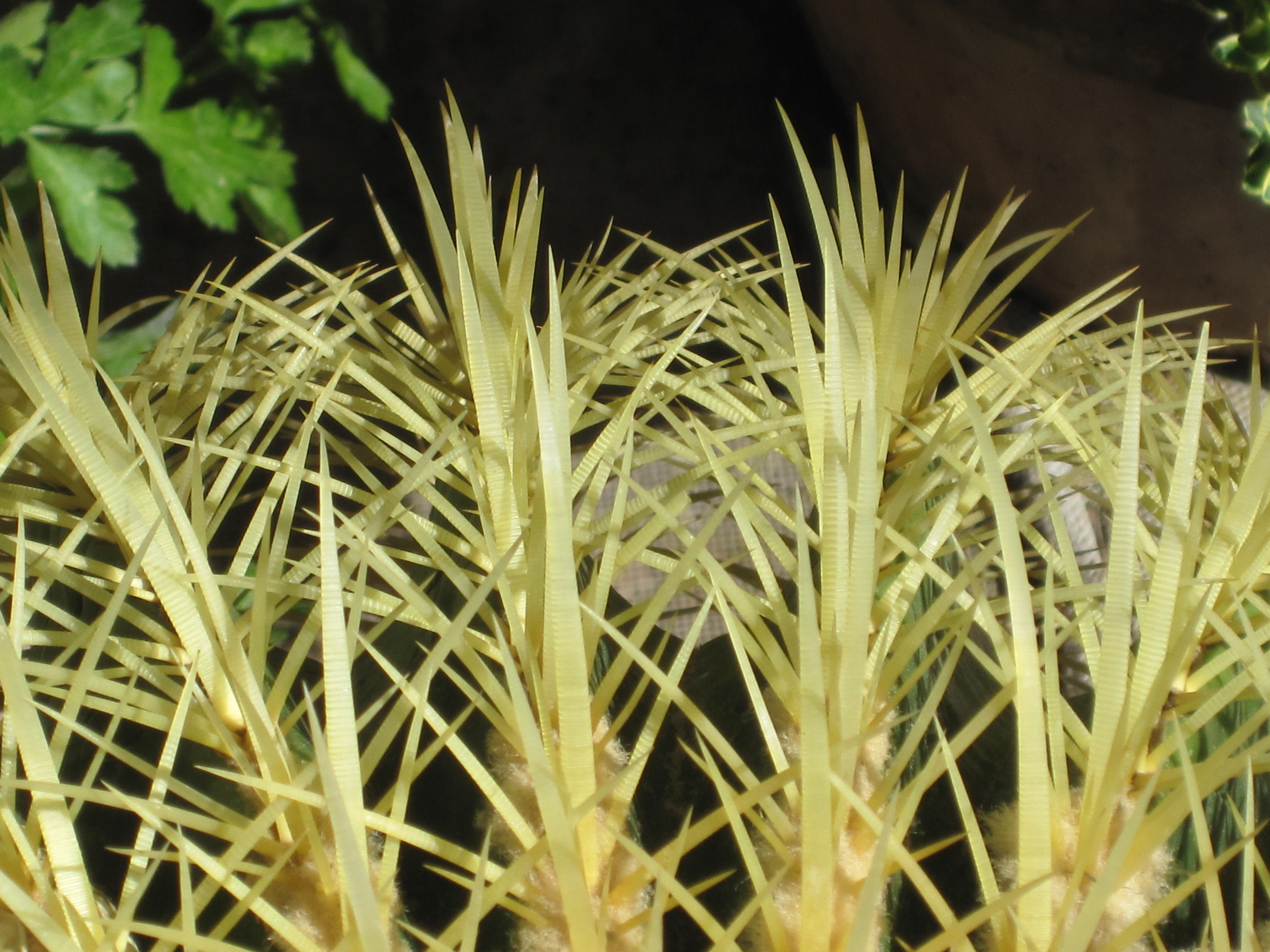
Törnar

## Förekomst
Svärmors kudde kommer ursprungligen från Mexiko och USA:s varma och torra delstater, såsom Kalifornien, Arizona, New Mexico, Texas, Nevada och Utah.

## Odling
Svärmorskudden är relativt lättskött då den odlas i kruka. Den klarar full sol om luftväxlingen är god. Sommartid kan den stå utomhus. En ljus plats är viktig, vilket förhindrar att "kudden" blir avlång i formen. Den bör vattnas regelbundet, men kvarstående vatten vid kuddens bas kan medföra att rötterna ruttnar. Väldränerat och ett lager grus runt rothalsen ser till att vattnet ej blir kvar. Det finns nästan ingen övre gräns då det gäller värme, men det ska helst inte vara kallare än 15 °C. Kaktusnäring bör tillföras några gånger under sommarhalvåret, men inget under vinterhalvåret. Vattningen bör minskas och kan upphöra nästan helt från senhösten till mars. Någon gång i april påbörjas bevattningen igen, men bör påbörjas försiktigt genom att duscha själva plantan. Unga plantor kan omplanteras varje år medan äldre plantor klarar flera år i samma kruka innan rötterna tar för stor plats. Nyplanterade plantor skyddas mot stark sol de första veckorna.

## Synonymer
Echinocactus grusonii var. albispinus Y.Itô
Echinocactus grusonii var. horridus Y.Itô
Echinocactus grusonii var. intertextus Y.Itô
Echinocactus grusonii var. subinermis Y.Itô